# Планковская мощность
Пла́нковская мо́щность (или пла́нковская свети́мость; обозначается PP или LP) — единица измерения мощности (а также светимости) в планковской системе единиц. Численно равняется планковской энергии EP, делённой на планковское время tP:
{\displaystyle P_{\mathrm {P} }={\frac {E_{\mathrm {P} }}{t_{\mathrm {P} }}}={\frac {c^{5}}{G}}\approx 3{,}62831\cdot 10^{52}} Вт,
где c — скорость света,
G — гравитационная постоянная.
Это экстремально большая единица измерения. Она эквивалентна превращению в энергию 2,03·105 масс Солнца в секунду. Для сравнения, гамма-всплески, до открытия гравитационных всплесков считавшиеся самыми мощными из известных астрофизических взрывных событий, имеют пиковую светимость порядка 1045 Вт, что меньше чем одна миллионная от планковской мощности. Светимость Солнца L⊙ = 3,86⋅1026 Вт, или 1,06⋅10−26 LP.
В течение последних 20 микросекунд события GW150914, представлявшего собой слияние двух чёрных дыр массой около 30 масс Солнца, гравитационно-волновая светимость составляла около 3,6⋅1049 ватт, или 0,001 планковской светимости. Общая электромагнитная светимость всех звёзд наблюдаемой Вселенной в 50 раз меньше, около 0,00002 планковской светимости.
Хотя название единицы содержит определение «планковская», она не включает в себя постоянную Планка и не зависит от квантовой механики. Однако планковская светимость часто возникает в виде коэффициента в формулах общей теории относительности, связанных с излучением гравитационных волн. Так, средняя мощность, излучаемая кеплеровской системой двух одинаковых тел массой m на круговой орбите радиусом R, примерно равна
{\displaystyle L\approx {\frac {L_{\mathrm {P} }}{20}}\left({\frac {R_{\mathrm {g} }}{R}}\right)^{2}\left({\frac {v}{c}}\right)^{6},}
где Rg = 2Gm/c2 — гравитационный радиус тела,
v — орбитальная скорость тел.